# Бассо, Гвидо
Гвидо Бассо (англ. Guido Basso) — канадский джазовый музыкант, дирижер и композитор второй половины XX — начала XXI века. Известен как исполнитель на флюгельгорне, трубе и губной гармонике, музыкальный директор и дирижер биг-бендов в телевизионных и радиошоу CBC в 1963—1973 годах, с джазовым коллективом Boss Brass записал около 30 альбомов, записывался также с Мелом Торме, Энн Мюррей, Иэном Тайсоном, Холли Коул, Оливером Джонсом. Кавалер ордена Канады (1994), лауреат премии «Джуно» за лучший традиционный джазовый альбом (2004, Lost in the Stars).

## Биография
Родился в италоканадской семье в Монреале в 1937 году. В 9 лет зарекомендовал себя как трубач-вундеркинд, учился в Квебекской консерватории в Монреале. В 11 лет сформировал свой первый джазовый квартет, игравший в итальянском ресторане St. Hubert Spaghetti House. Группа играла три вечера в неделю по три часа, каждый исполнитель получал по доллару за час работы. В 13 лет присоединился к данс-бенду Эла Николса, игравшему в ночных клубах, а затем к биг-бенду Мори Кея, постоянной площадкой которого был торонтский клуб El Morocco.
В El Morocco молодого трубача услышал Вик Дамоне, популярный джазовый певец, и был впечатлён настолько, что пригласил его с собой в турне в 1957—1958 годах. После этого, в 1958—1960 годах, Бассо гастролировал с ансамблем Перл Бэйли и Луи Беллсона во многих городах Северной Америки, включая Лас-Вегас, где участвовал в записи концертного альбома в казино Flamingo.
В 1960 году Бассо вернулся в Торонто, где за ним закрепилась репутация ведущего трубача, флюгельгорниста и бэнд-лидера для студийных записей. В некоторых записях участвовал также как исполнитель на губной гармонике. В 1963—1967 годах был музыкальным директором телешоу CBC Nightcap, в 1968—1969 годах — телешоу Barris and Company, в 1969—1971 годах — программы CBC Radio After Noon. Возглавлял биг-бенды в музыкальных программах CBC In the Mood (1971—1972) и Bandwagon (1972—1973).
После того как спрос на студийных джазменов упал в 1970-е годы, основная часть деятельности Бассо приходилась на живые выступления с ансамблем Boss Brass Роба Макконнелла, к которому он присоединился в 1968 году. Их сотрудничество продолжалось до 1998 года, и за этот период ансамбль завоевал три премии «Грэмми». Другие коллективы, с которыми Бассо выступал в этот период, включали Тентет Роба Макконнелла, Nimmons'N' Nine Plus Six и биг-бенд Рона Кольера. С 1975 года организовывал концерты с участием приезжих звёзд на Канадской национальной выставке в Торонто.
В общей сложности Бассо как джазовый, эстрадный и классический музыкант принял участие в записи более чем 200 студийных альбомов, с ансамблем Boss Brass записал около 30. Он сотрудничал с такими исполнителями как Даг Райли (A Lazy Afternoon, 1997), Мел Торме, Холли Коул, Жан-Пьер Ферлан, Рани Ли, Энн Мюррей, Иэн Тайсон и Оливер Джонс. Несмотря на активную студийную и концертную карьеру в составе различных групп, первый собственный альбом музыканта (Guido Basso) появился только в 1986 году. Диск Бассо Lost in the Stars завоевал в 2004 году премию «Джуно» за лучший традиционный джазовый альбом. Его последняя запись, Solstice/Equinox с певицей Дайаной Пантон, была сделана в 2016 году.
В 1994 году стал кавалером ордена Канады. В 2012 году избран членом Зала славы канадской музыки, в 2016 году награжден премией Оскара Питерсона от Монреальского международного джазового фестиваля. Умер в феврале 2023 года, пережив единственную дочь Мию, скончавшуюся в 2013 году.